# La Creu de Ferro
|  | Aquest article tracta sobre la muntanya. Si cerqueu la pel·lícula, vegeu «La creu de ferro». |

La Creu de Ferro és una muntanya de 1.024 metres que es troba al municipi d'Albanyà, a la comarca catalana de l'Alt Empordà.